# درزة كنان
درزة كنان هي قرية في مقاطعة سلماس، إيران. يقدر عدد سكانها بـ 295 نسمة بحسب إحصاء 2016.